# Ác mộng

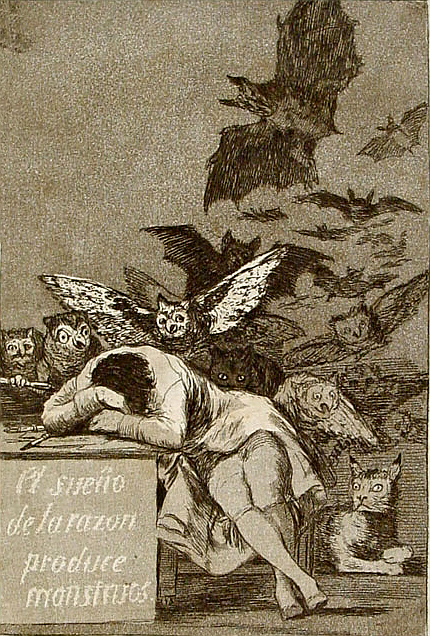
The Sleep of Reason Produces Monsters (Francisco de Goya, c.1797)

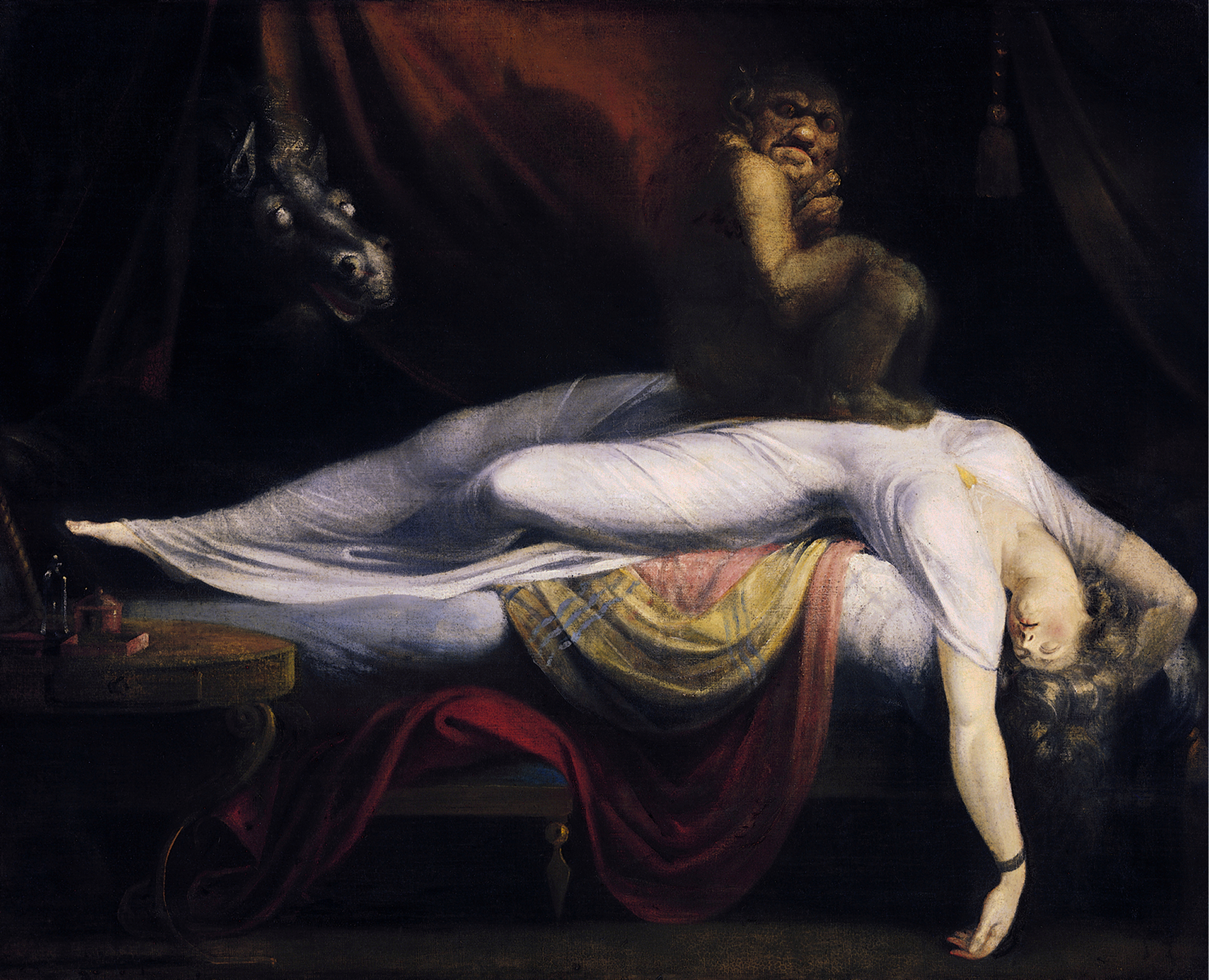
The Nightmare (Henry Fuseli, 1781)

Ác mộng là một giấc mơ khó chịu của con người, nó thường mang tính tiêu cực và gây ra sự sợ hãi cho người gặp phải. Nguyên nhân gặp ác mộng thường là do sợ, sầu, lo âu hay có nỗi buồn lớn. Ác mộng có thể chứa các tình huống nguy hiểm, khó chịu hay có tính khủng bố về tâm lý và thể chất. Những người gặp ác mộng thường thức dậy trong trạng trái căng thẳng và có thể khó ngủ trở lại trong khoảng thời gian kéo dài.

## Văn hóa

### Phim
- A nightmare on Elm Street (1984)
- In dreams (1999)
- Mulholland drive (2001)
- Before I wake (2016)
- When she wakes (2020)